# Mlînîska, Jîdaciv
Mlînîska (în ucraineană Млиниська) este localitatea de reședință a comunei Mlînîska din raionul Jîdaciv, regiunea Liov, Ucraina.

## Demografie
Componența lingvistică a localității Mlînîska
     Ucraineană (100%)
Conform recensământului din 2001, toată populația localității Mlînîska era vorbitoare de ucraineană (100%).